# الجبيل (فرقيطة)
الجبيل (828) هي فرقيطة (كورفيت) من فئة الجبيل تابعة للبحرية الملكية السعودية.

## التطوير والتصميم
في يوليو 2018، تم الإعلان عن توقيع نافانتيا اتفاقية مع البحرية الملكية السعودية لإنتاج خمس طرادات من طراز أفانتي 2000 مع تسليم آخرها بحلول عام 2022 بتكلفة تقارب 2 مليار يورو.

## البناء والوظيفة
تم بناء الجبيل في 15 يناير 2020 وتم إطلاقها في 2 يوليو 2020 في ساحة نافانتيا في سان فرناندو.

## انظر أيضُا
- الدرعية (فرقيطة)